# Geum idahoense
Geum idahoense là loài thực vật có hoa trong họ Hoa hồng. Loài này được (Piper) Smedmark mô tả khoa học đầu tiên năm 2006.